# Litemixia pulchripennis
Litemixia pulchripennis är en insektsart som beskrevs av Asche 1980. Litemixia pulchripennis ingår i släktet Litemixia och familjen sporrstritar. Inga underarter finns listade i Catalogue of Life.